# 地域若者サポートステーション
地域若者サポートステーション（ちいきわかもの サポートステーション）は、一般的に働くことに悩みを抱える若年無業者をサポートし職業的自立を促すために設置された相談窓口の名称である。通称「サポステ」。

## 概要
政府の事業主体は厚生労働省（以下:厚労省）である。若年無業者の自立支援において実績やノウハウのある各種団体を厚労省が認定、事業を委託し実施されている。現在、全国におよそ177か所設置されている。
同じ厚労省が開設・実施しているハローワークやジョブカフェなどの就労支援機関をはじめ、教育機関、保健・福祉機関（発達障害者支援センター、精神保健福祉センターなど）、行政機関、地域社会などの様々な機関とネットワークを結ぶことで、当事者の悩みに対応している。
対象となるのは、15歳以上39歳以下の若年無業者本人とその保護者。厚労省は若年無業者の定義を「15〜34歳の非労働力人口のうち、通学、家事を行っていない者」としているが、若年無業者の高年齢化や長期化を考慮し、2009年度から支援対象年齢をそれまでの34歳以下から39歳以下に引き上げる措置が取られた。令和2年度からは、内閣府主導の就職氷河期世代支援プログラムに伴って49歳以下までを対象としている。
サポートステーションの企画競争に応募するには地方自治体の推薦が必須で、地方自治体が推薦を受けたい団体の公募を行い、書類選考により推薦団体を決定、同省への応募に必要な推薦書を発行する。協働主体となる地方自治体は、都道府県・市町村（東京23区含む）いずれでもよい。また、事業に応募する団体の法人格は問われない。同一団体による複数箇所への応募も可能である。
設置当初のサポートステーションは、若年無業者が自発的に利用することを想定していた。しかし、自宅から出ることも難しい引きこもり状態の当事者に支援が行き届かない問題点が浮かび上がる。こうした状況を受け、厚労省は2008年度からNPO法人『ニュースタート事務局』が実施する「レンタルお姉さん」という、若年無業者宅へ出向いて自立訓練などへの参加を促すアウトリーチ（訪問）型の支援をモデル事業とし、サポステの事業に組み込んだ。しかし、こうした訪問型支援については、若年無業者を自宅から強引に連れ出す手法が問題視されており、当事者の自宅に押しかけて本人の同意も得ずに強引に連れ出し、寮に入所させて集団生活を強いる団体が訴訟を起こされるなどのトラブルや、同じく強制的に寮に入所させられた当事者が、スタッフ及びその意を受けた他の寮入所者らに身体拘束された上で暴行を受けるなどして死に至った事件、精神的に不安定だった入所者が自殺に至ったケースもあることから、警鐘を鳴らす論者もいる。

## サービスの内容
- キャリア・コンサルタントなどの専門家による、一人一人の状態にあわせた相談 - 専門的な支援が受けられるよう、必要に応じてサポートステーション外部の適切な支援機関・団体等も紹介する。メンタル面のサポートが必要な当事者に対して、臨床心理士等によるカウンセリングも行う。
- ステップアップのためのプログラム - コミュニケーションスキルを向上させるためのグループワークや職業講話、面接訓練など、段階に応じたプログラムを複数用意し、ステップアップを図る。
- 職場見学・職場体験 - 企業や事業所を訪問し、働く現場を実際に見て、体験することで「働く」とは何かを学び、意識する。
- 保護者向けの支援 - 保護者を対象としたセミナーや個別相談などを開催し、子供の自立に向けた支援の在り方や、子供への接し方、保護者ご自身の悩みへの相談に応じる。

これらのサービスの多くは原則無料で受けられるが、臨床心理士による心理カウンセリングなど一部のサービスについては有料。このほか、実費を必要とするプログラムもある。また、サポステでは職業紹介は行っていない（後述）。

## 広告・PR
2015年末の時点で、地域若者サポートステーションの認知度は13.2％と低く、そのため厚労省はサポステに関心を持ってもらえるようにと、青野春秋原作の漫画『俺はまだ本気出してないだけ』の主人公・大黒シズオを広告キャラクターに採用し、同年12月に特設サイトを開設、全国すべての市町村でポスターの掲示を開始する。翌2016年2月には、特設サイトに「本気ミッション」なるゲームコンテンツを追加した。

### 批判
しかし、これらの広告及びコンテンツを見た人から「上から目線だ」「『キミはまだ本気出してないだけ』との応援メッセージが、職に就けない責任を個人に押しつける印象を与えている」などの批判が起こり、サポステのスタッフからも同様の指摘が寄せられたという。サポステ事業委託先の1つである育て上げネットの理事長で、第3次安倍内閣の「一億総活躍国民会議」メンバーでもある工藤啓は「本気かどうか他人が断定できるのか。サポステを利用しようと思った人が嫌な気持ちを抱き、足が遠のかないか心配だ」との懸念を示した。
こうした批判に対し、若年無業者対策の担当部署である厚労省のキャリア形成支援課は、「働きたいけど一歩が踏み出せない若者へ、『大黒シズオ』だからこそ、若者の応援団の立場で語ることができる自己承認のメッセージであり、サポステはその良き伴走者でありたいという思いを込めている」「決して上から目線で本気を出せと言いたいわけではなく、支援を必要としている方、そしてその関係者の方々に気づいてもらわないといけなかった」などと釈明している。同省によると、これまでに届いた反発の声はわずか2件で、うち1件は「ポスターの太った中年男性が気に入らない」というものだったと明かしている。また、現場からも「ポスターを見て、サポステに来所した人がいた」「受け容れ先の企業の理解が広がり、職場に置かせて欲しい、ポスターを追加発注したい」などの徐々に理解を示す声が上がったという。
しかしそれでもインターネット上を中心に批判の声は止んでおらず、「本気を出すのは厚労省の方ではないのか?」「まずは厚生省が率先してニートを採用してほしい。それでうまくいったら世の中の会社も考えるのではないか?」などの同省の姿勢を批判する声や、いわゆる「ブラック企業」での勤務で心身を壊したという体験を持つ者からは「今は引きこもっている人たちも大抵一度は社会に出ているが、過酷な労働環境などに傷ついてニートになっている」「厚労省はブラック企業の根絶に本気を出せ」との憤りの声もあった。

## 沿革
- 2006年（平成18年度） - 『地域若者サポートステーション』をモデル事業として開始。設置箇所数は25。
- 2007年（平成19年度） - 設置箇所数を50に倍増。
- 2008年（平成20年度） - 設置箇所数を77に増やし、事業を本格的に実施。
- 2009年（平成21年度） - 設置箇所数を92に増やし、事業対象者の上限年齢を5歳引き上げ、「概ね40歳未満」とする。
- 2010年（平成22年度） - 設置箇所数を100に増やし、その内50箇所で高校中退者等に向けて「アウトリーチ事業」を開始する。また、5箇所で「継続支援事業」を開始。
- 2011年（平成23年度） - 設置箇所数を110に増やし、「アウトリーチ事業」の実施箇所を60に、「継続支援事業」の実施箇所を15に、それぞれ拡充。
- 2012年（平成24年度） - 設置箇所数を116に増やし、「アウトリーチ事業」の実施箇所を65に、「継続支援事業」の実施箇所を20に、それぞれ拡充。

## 問題点

### 仕事・賃金に関するもの
- サポートステーションには、利用者に仕事を斡旋する権限が厚労省から与えられていない。そのため職業紹介のルートがハローワークのみに限られており、サポステの就職実績が低迷している原因だとの見方がある[14]。
- 前述したサポステの職場体験は「ボランティア」という扱いで、賃金は得られない[15]。それどころか、ビジネスマナーやコミュニケーションマナー講座、団体が運営する飲食店などで働くといった有料の自立訓練プログラムが存在し、参加には高額な料金（出典のケースでは50〜60万円）が求められる。訓練プログラムにおける労働もやはり無給で、利用者が給与の支払いを求めると、「働かせて頂いてるんだから、（賃金を）受け取ろうとするほうが間違っている」「仕事がしたいんなら、どうぞハローワークへ行って、勝手に仕事探してください」などと吐き捨てられたという。この有料の訓練プログラムを受けた女性は、「働く場をお金で買わされる」と表現している。サポステでの無償労働について労働基準監督署は、「信じられない話だ」「時間拘束や指揮命令などの労働者性があれば、一般的には労働と考えられる」と指摘し、労働基準法違反に当たる可能性も示唆しているが、取材したジャーナリストの池上正樹は、そもそも労基署の担当者が同じ省内の事業であるサポステのことをまったく知らない様子だったと証言している[16]。

### 運営上の問題
- 15〜39歳までの若年無業者を対象としているため、長期化・高年齢化した40歳以上の無業者が利用を断られ「たらい回し」にされたとの事例が報告されている[17]（現在は44歳までを対象としている地区も存在し、今後49歳までに引き上げる構想もある）。また、サポートステーションの利用期間は原則6ヶ月と短く、別途手続きで延長しても最長1年である[18]。
- 対応は運営を委託された団体によって異なる。スタッフが親切に対応してくれる団体もあれば、「なぜ求人に応募しようとしたり、就労支援のカリキュラムを受けようとしないのか?」などとイライラした態度で利用者に接したり[19][20]、就労に繋がりやすい利用者だけを「選別」するような団体・スタッフが存在するとされている[17]。中でも、病歴・通院歴などのある利用者への接し方が配慮を欠いており、当事者から不満の声が挙がっている[21]。
- 厚労省の追跡調査によると、2013年度にサポステで進路が決定したのは19,702人で、そのうち、16,416人が就職に結び付いた[22]。しかしその内訳は、アルバイトなどの非正規雇用が12,382人、全体のおよそ75%を占めていることが明らかとなっている[17]。政府および同省は、いわゆる「フリーター」についても同様に懸念を示していることから[23]、サポステの有効性や就労実績などが疑問視されている[17]。

### 利権・天下り
- サポートステーションの運営・指導・研修などを委託されている公益財団法人日本生産性本部は、民主党政権時代の事業仕分けで厚労省からの天下りが27人いると指摘された組織である。2014年1月の安倍政権の事業仕分けでは、同省の若者支援事業に「わかものハローワーク」や「ジョブカフェ」などの類似した事業が多いことから、「地域若者サポートステーション事業」の予算44億円がゼロになった。ところが、同省は補正予算で「若者育成支援事業」と名前を変えて同じ事業に35億円の予算を復活させていたことが明らかとなった[24]。

## 不祥事
2015年6月、京都府亀岡市の『京都丹波若者サポートステーション』において、職員の勤務時間に関して遅刻・早退があったにもかかわらず出勤簿を「出勤扱い」とし、過大な人件費の要求を行ったり、リース契約した車両を職員の通勤に使用するなどの目的外使用をし、この分の過大な燃料費を要求するなど、一部に不適切な経理処理をしていたことが発覚する。厚労省は運営法人に対し、不適切相当額およそ814万円と延滞金の返還を命じ、サポートステーション事業の契約を解除した。また、2016年3月にも同府綾部市の『あやべ若者サポートステーション』を運営するNPO法人（副理事長は現職の綾部市議会議員）と、宇治市の『宇治（京都南）若者サポートステーション』を運営するNPO法人においても上述の『京都丹波』と同様の過大な人件費の要求を行っていたとして、両法人にそれぞれおよそ436万円・746万円と延滞金の返還を命じた上で、事業の契約を解除した。これにより、『あやべ』は同年3月末で業務を終え、新年度からは舞鶴市で別のNPO法人がサポステ事業にあたる。『宇治（京都南）』についても委託先が変更となった。